# Biserica de lemn din Peteritea

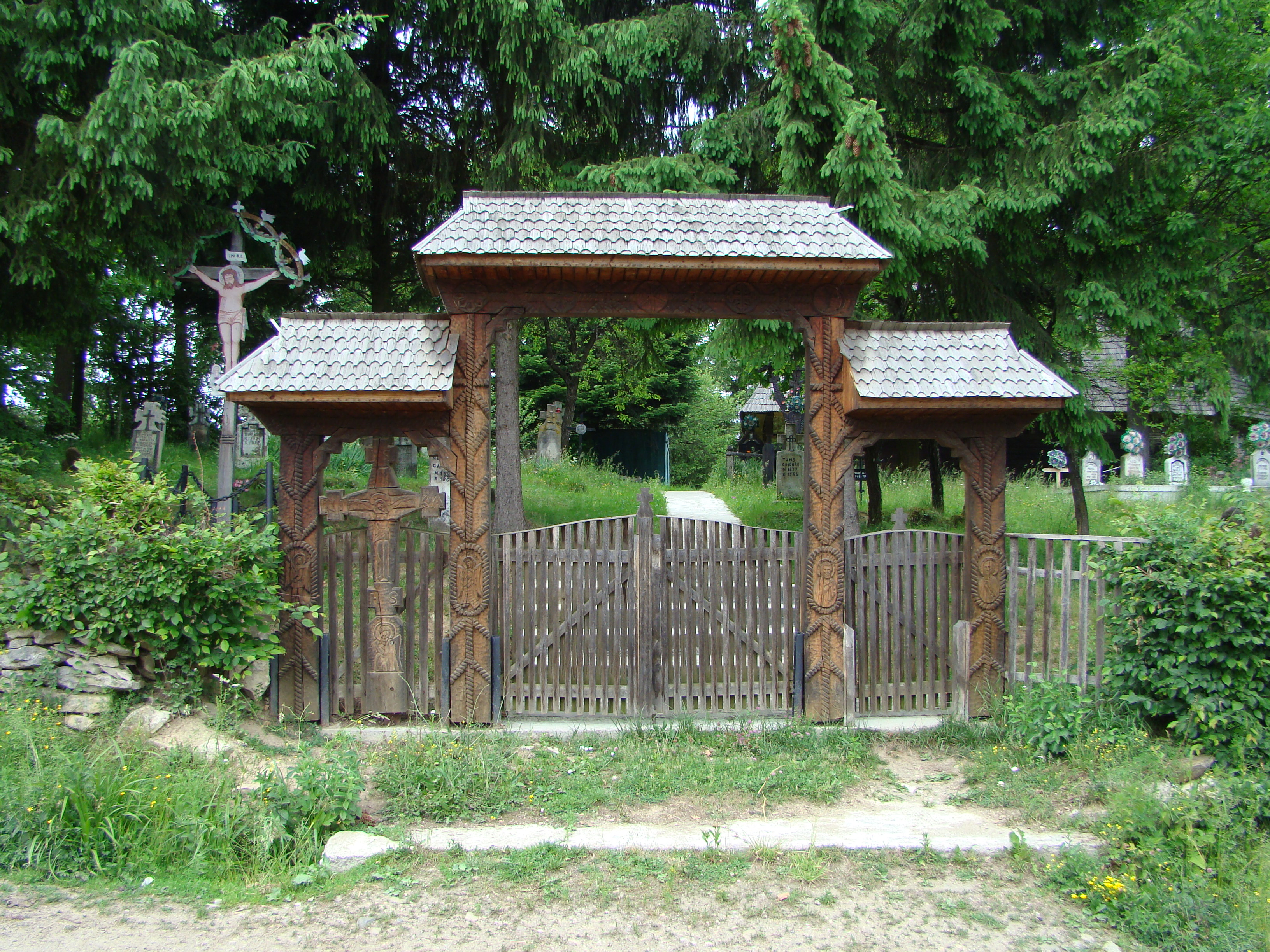
Poarta

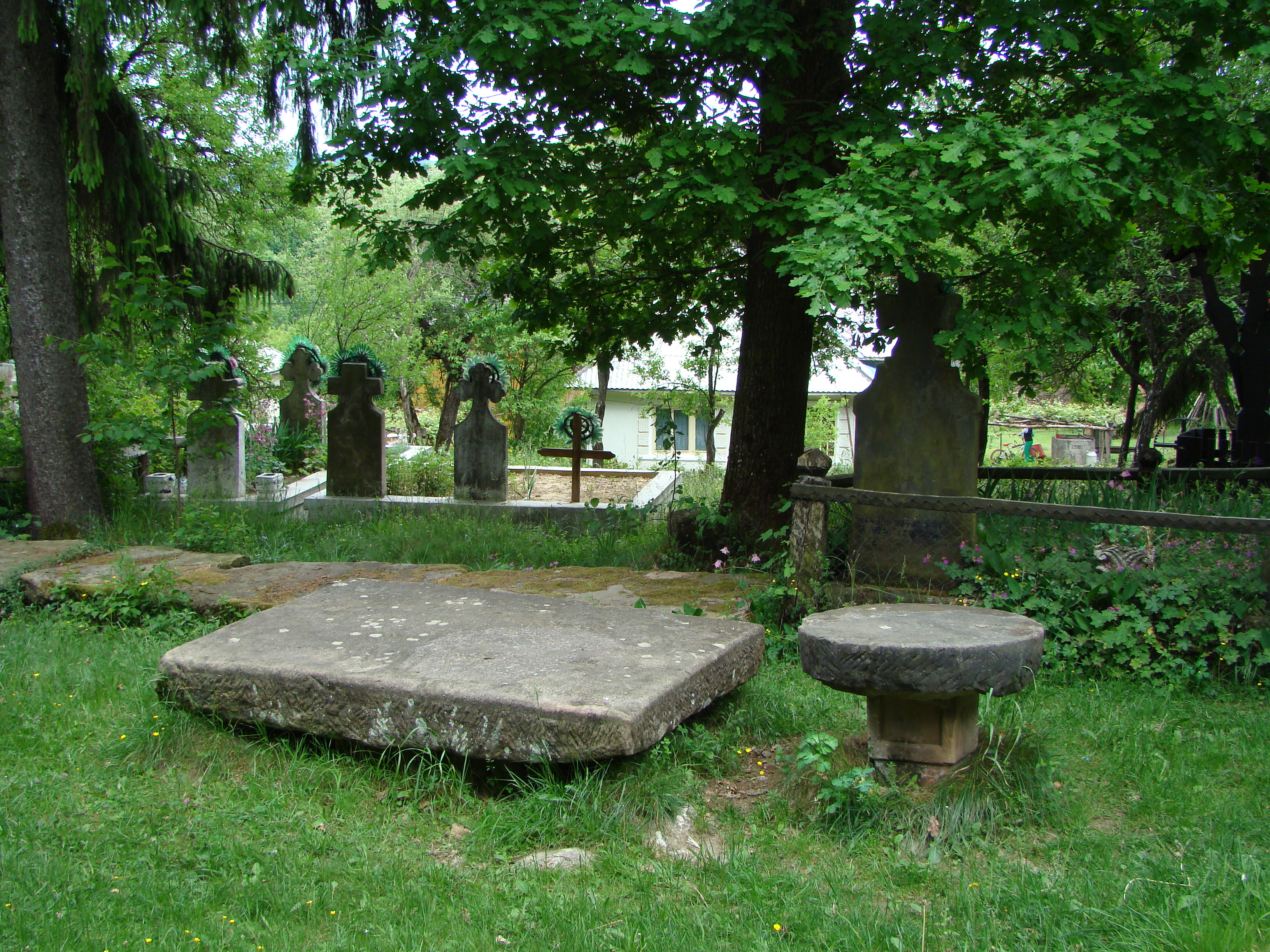
Masă în curtea bisericii

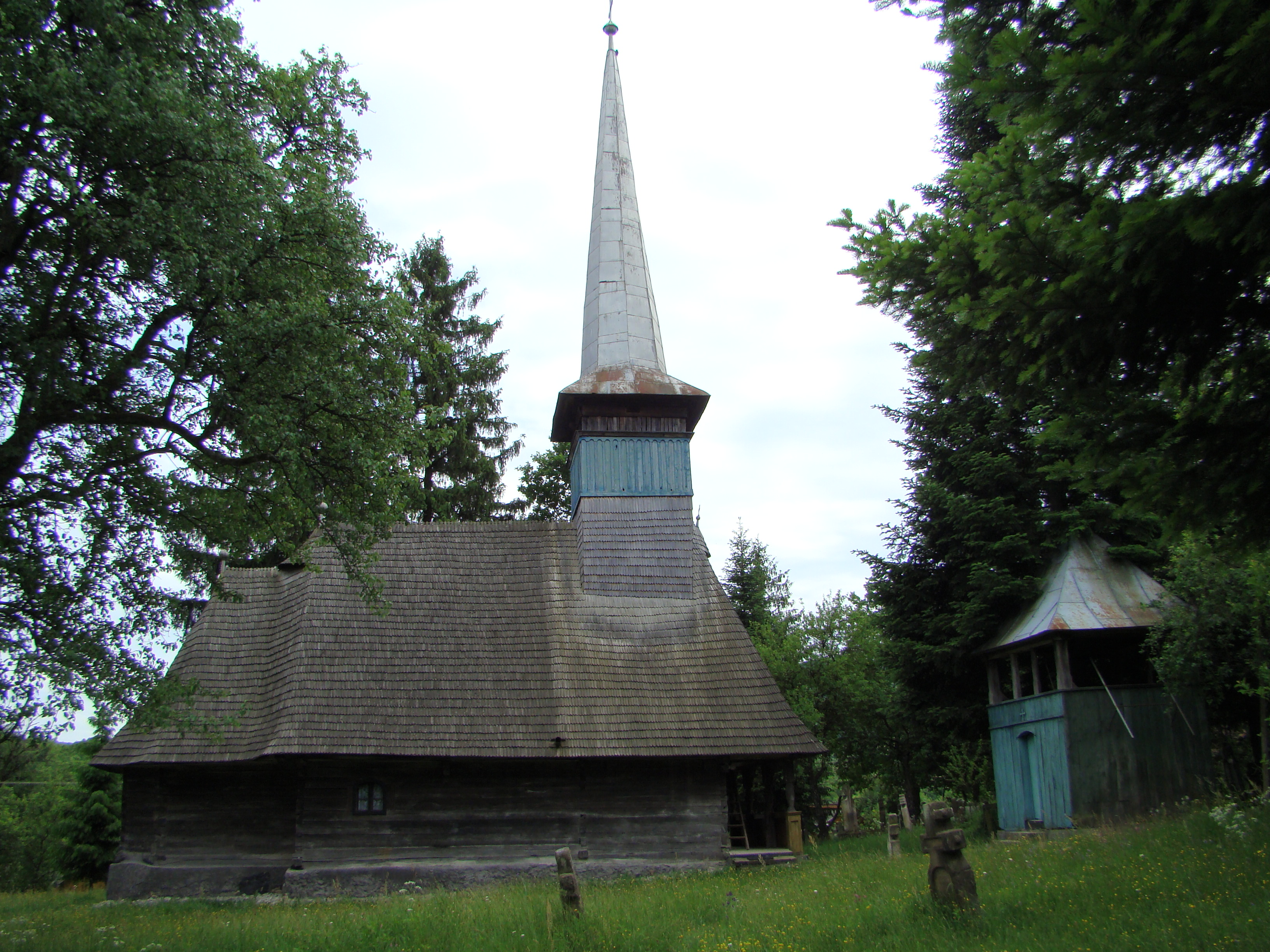
Vedere laterală

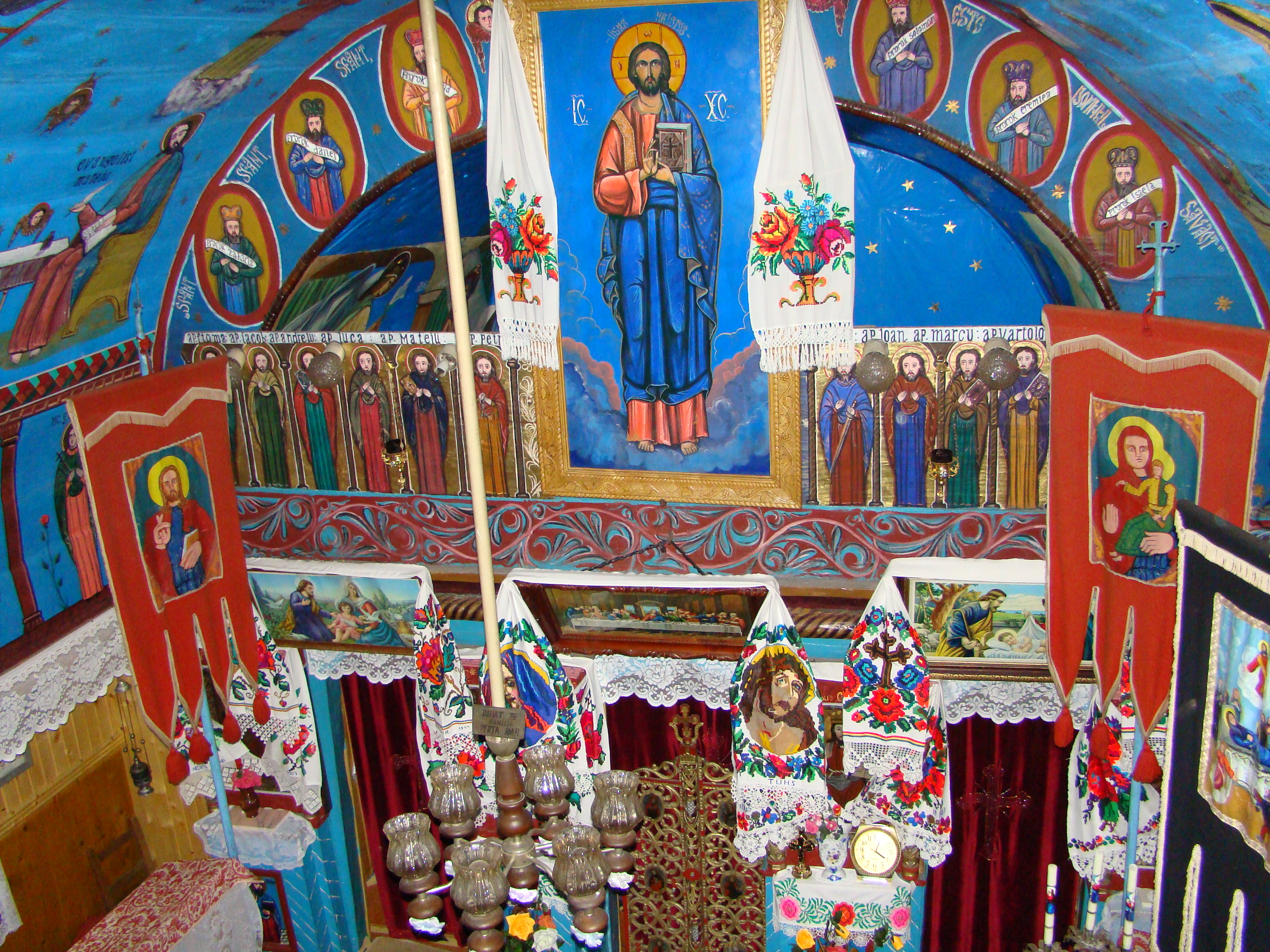
Iconostasul

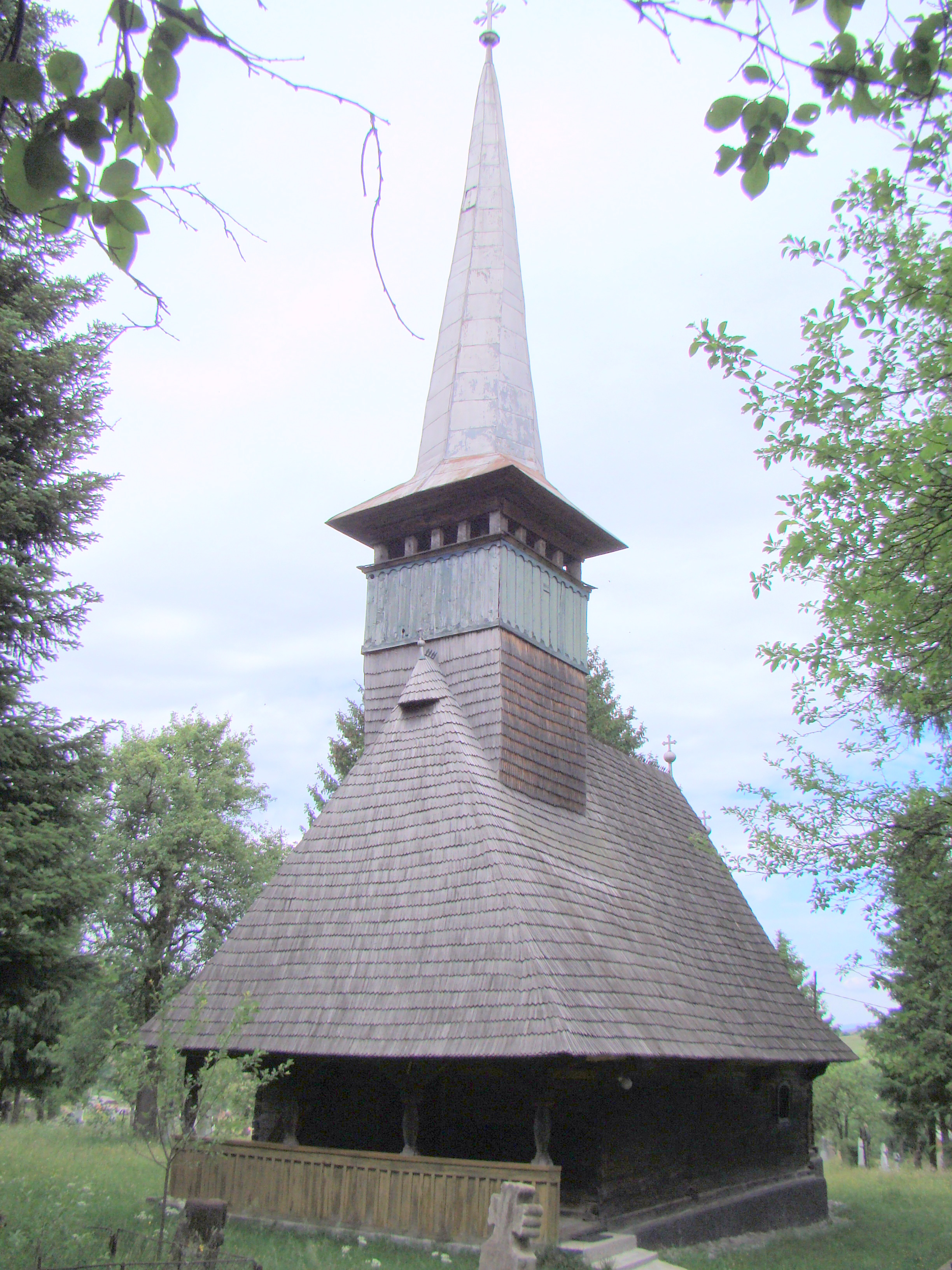
Vedere din sud-vest

Biserica de lemn din Peteritea, comuna Vima Mică, județul Maramureș datează din secolul XVIII . Are hramul „Sfinții Arhangheli Mihail și Gavriil”. Biserica se află pe noua listă a monumentelor istorice sub codul LMI:  MM-II-m-B-04602.

## Istoric
Biserica veche. Potrivit relatării cronicarului Kadar Jozsef, biserica satului a fost construită din lemn în anul 1778, în zona de vest a satului (după toate probabilitățile, în Văceni - n. n.), și a fost sfințită în numele îngerilor păzitori. Are două clopote; pe unul este imprimat portretul Sfintei Maria cu fiul în brațe, iar celălalt are o inscripție cu caractere slavone. 
	Preot în 1791 era Bodea Teodor, care a fost un an în slujba instituției. Alți preoți pe care îi menționează cronicarul sunt: Pop Pavel, Tuns Vasile și Cândea Atanasiu. De Cândea Atanasiu (care a decedat în 1939, după ce a slujit 50 de ani în Peteritea) își amintesc mai mulți săteni vârstnici.
	Alți autori (Chindriș) citează atestarea documentară a primei biserici din lemn din Peteritea pe la 1670 (probabil cea din Văceni), iar ca preoți pe Augustin Thira, ieromonahi Neofit Man și Cleopa Man. 
	Sătenii spun că în locul numit Văceni ar fi fost un cătun (numit Valea Vacii, sau pe ungurește, Tehen Pataka) ce avea și biserică. Apoi biserica, precum și cimitirul, ar fi fost mutate în Dâmbu Uliții. După toate probabilitățile, înainte de actuala biserică va fi fost o alta, despre care nu avem date exacte. Cert este că o cruce din piatră cioplită se putea vedea în Dâmbu Uliții, până la sfârșitul anilor '50, pe locul actualei case (vechi) a familiei Nechita Ion și Valeria. După părerea unor săteni, acest însemn ar fi marcat locul fostei biserici și eventual al unui cimitir. Existența unei bisericuțe în Dâmbu Uliții este semnalată și de Tuns Vasile a lui Ion a lui Dumitru, fost epitrop al bisericii și fost primar în perioada 1945-1948. Potrivit însemnărilor epitropului, înainte de construirea actualei biserici, "a fost o altă bisericuță mică în locul zis <<Dâmbu Uliții>>, la Nechita Gavril a lui Nicolae (bunicul lui Nechita Ion), care a fost vândută în Cupșeni și se păstrează până azi." 
	Biserica actuală. Conform relatării lui Rus Ionuc, biserica actuală a fost zidită la 1834 (dată confirmată și de o inscripție care se păstrează în biserică). Lemnul de construcție localnicii l-au adus, cu un car cu 4 boi, din Valea Chioarului și l-au depozitat vreme de doi ani în Dâmbu Uliții. (Depozitarea în Dâmbu Uliții a materialelor de construcție destinate actualei biserici este încă un indiciu că acolo era situată vechea biserică). În cei doi ani premergători construcției a avut loc o dispută între săteni pe tema locului de amplasare a lăcașului de cult. În final, Raț Beni a donat terenul pe care actualmente este amplasată biserica.
	Meșterii care au clădit biserica proveneau de asemenea din Valea Chioarului (Gaura, după vechiul nume). Pe bolta bisericii sunt mai multe picturi (pe lemn) cu teme religioase.
	Și din însemnările epitropului Tuns Vasile (a lui Ion a lui Dumitru) rezultă că lucrările de construcție a bisericii din Peteritea "au început în anul 1834, cu meșteri din Șomcuta Mare, Valea Chioarului și ajutoare din sat. Mai avem o dovadă mai precisă, în scris, de pe lemnul de la treapta pod, care a fost luat când am podit biserica. Pe acesta era scris cu dalta anul 1848, de unde se deduce că atunci a fost podită." Tot epitropul semnalează și lucrările ulterioare. Astfel, în 1900, biserica a fost zugrăvită de Criste Ioan din Vima Mare, sub administrarea preotului Cândea Atanasiu și epitropului Nechita Petru (probabil tatăl învățătorului Nechita Gavril, devenit ulterior preot). În 1924, a fost acoperită cu draniță de fag, iar turnul cu tablă zincată. Până în 1967 (când a fost din nou renovată) nu s-au mai efectuat lucrări de întreținere a acoperișului, astfel că ploaia care a pătruns prin acoperiș a pricinuit deteriorarea picturilor, relatează epitropul în însemnările sale.
	În cursul primului război mondial, regimul maghiar a confiscat clopotul mic pentru a fabrica din el proiectile de tun. Atunci sătenii au dus de la școală al doilea clopot, care l-a înlocuit pe cel confiscat. Acest clopot fusese folosit de învățătorul Nechita Gavril pentru a anunța copiii să meargă la cursuri. Învățătorul s-a făcut preot, apoi a plecat din Peteritea. Între timp sătenii au luat clopotul și l-au dus la biserică. Clopotul mare a fost donat de Farcaș din Coroieni, fratele învățătorului Farcaș din Peteritea. Dar sătenii nu au fost mulțumiți de sunetul emis de acest clopot, astfel că l-au topit și turnat din nou în Baia Mare, cam prin anii 1947-48. 
	Pentru o perioadă de 50 de ani (1889-1939), preot în sat a fost Cândea Atanasiu provenind din Vima Mică. El a avut un fiu - Valer (preot) - și două fiice - Lucreția și Amalia (căsătorită în Negreni). Lucreția s-a căsătorit cu Viman Oliver, din Gâlgău, care a devenit învățător în sat în perioada interbelică, după plecarea fostului învățător Gavril Nechita. La rândul său, Viman Oliver a avut trei fii: Traian, Nelu și Liviu. În timp ce Nelu a fost actor în Baia Mare, iar Liviu s-a îndeletnicit cu fierăria, Traian a profesat ca preot în sat începând din anul 1944 până în 1962. Atunci, curând după colectivizare, în urma unui conflict cu sătenii, s-a mutat cu familia în alte sate. Disputele au fost cauzate de terenul mult pe care îl deținea în urma căsătoriei cu Terezia, fiica lui Nechita Alexandru, zis Șandor de la “Băbanu”, un sătean înstărit, teren luat de Colectivă, după obiceiul vremii. A slujit apoi în Săcălășeni, Zimbor și Mara, iar după pensionare (1984) a revenit în Peteritea, unde a trăit până în 1993 (74 de ani). A avut doi copii: Zenu (stabilit în sat) și Zoia (stabilită în Șomcuta Mare).
	Iată și preoții care au slujit în sat după Viman Traian: Grigore Man, zis Neofit (din Răzoare, născut în Boiereni), Negoiță Constantin (din Buzău), Dumitru Ștefan (din Moldova), Mureșan Augustin (din Chiolchij, lângă Dej), Ropan Ioan (din Rohia), Oancea Ioan (din Ciocotiș), Man Felician (din Borcut). Redăm și lista preoților, consemnată în 1983 de epitropul Tuns Vasile: 1. Pavel; 2. Ioan; 3. Vasile; 4. Atanasie Cândea (1889-1939); 5. Micu Gheorghe (Vima Mare); 6. Roman Alexandru (Vima Mică); 7. Roman Ioan (Vima Mică); 8. Viman Traian (Peteritea, 1945-1962); 9. Neofit Grigore (călugăr); 10. Dumitru Ștefan; 11. Mureșan Augustin; 12. Negoiță Constantin; 13. Pop Ioan; 14. Bud Sabin.
	Pe vremea preotului Viman Traian, Peteritea era parohie, devenind ulterior filie, iar preoții făceau naveta din satele învecinate - Răzoare și Vălenii Lăpușului.
Documente aparținând bisericii. Într-un “Proces verbal de inventariere”, din 27 iulie 1973, întocmit de preotul Negoiță Constantin, se precizează că au fost inventariate bunurile existente în parohia Răzoare, filia Peteritea. Dosarul conține și un scurt istoric al bisericii (text dactilografiat), pe care îl reproducem integral în cele ce urmează, începând cu antetul.
Episcopia Clujului
Protopopiatul Baia Mare
Parohia Răzoare, filia Peteritea
Istoricul bisericii
	Biserica din satul Peteritea a fost ridicată în anul 1842, prin contribuția credincioșilor, după cum reiese din inscripția de pe corul bisericii.
	Meșterii care au clădit biserica nu se cunosc. Este construită din lemn, pe fundație din piatră, în formă de navă. 
	S-a refăcut în timpul păstoririi IPSS Ioan Mețiianu, mitropolitul Ardealului, protopop fiind Ioan Cupșa. Înnoirea a fost făcută de zugravul Cristea Ioan.
	În 1924, biserica din satul Peteritea, prin contribuția credincioșilor, s-a acoperit cu tablă, numai turnul, iar în 1967 învelindu-se cu draniță nava.
	Actualmente (1973 - n.n.) satul Peteritea formează filia satului Răzoare, preot fiind Negoiță Constantin.
	(Adăugire ulterioară, cu pix - n.n.): Din 1980, filia satului Vălenii Lăpușului.
	Într-un “Memoriu justificativ privind lucrările de reparații curente interioare la biserica de lemn cu hramul <<Sfinții Arhangheli>> din filia Peteritea, parohia Vălenii Lăpușului, județul Maramureș“, se precizează că biserica a fost construită în anul 1839, pe o fundație de piatră, cu pereți din lemn de stejar și învelitoare din șindrilă. În anul 1967 a fost renovată, turla bisericii fiind învelită cu tablă. Memoriul este datat 7 martie 1984.
Inventare. În cele ce urmează reproducem și titlurile câtorva cărți de cult din “Lista de inventariere cuprinzând obiectele care au valoare istorică sau documentară”, la data de 1 ianuarie 1972: “Penticostar” (cirilice), din 1768, “Strajnic”, din 1783, tipărite la Blaj, “Cazania” (cirilice), din 1784, tipărită la Râmnic. Se mai consemnează: “Triod” (cirilice), din 1804 (Blaj), “Liturghier”, din 1814 (Sibiu), “Octoih Mare” - 1846 (Budapesta), “Molitvelnic” (cirilice) - 1849 (Sibiu), “Minee” pe 12 luni” - 1853-1854 (Șaguna Andrei), “Liturghier” - 1902 (Sibiu) și “Evanghelie” - 1907 (Sibiu).
	Lucrările sunt editate de “Institutul Biblic”.
	O altă listă de inventariere de clădiri prevede două poziții: 1. Biserica din Peteritea, din 1842 și 2. Clopotniță din 1920. Lista de inventariere a terenurilor proprietate menționează “La biserică” (clădit) - 500 mp, grădină pentru fânaț - 5.000 mp, Cimitir - 5.000 mp.
	Remarcăm că referințele privind anul construcției bisericii diferă de la document la document (aici intervenind probabil și datele de început și de sfârșit ale lucrărilor).
	Referitor la averea bisericii, iată ce a consemnat epitropul Tuns Vasile (în 1986): "Parohia Peteritea în trecut a avut cleji - 14 iugăre de teren agricol, iar din donații o porțiune de pădure, teren în vatra satului și la câmp, care au fost predate statului în timpul preotului Viman Traian și a curatorului Ciocan Gheorghe. I-a rămas o grădină în vatra satului, în locul zis La Tăuț."
Bibliografie
1. Chindriș Cristian - Monografia Protopopiatului Lăpuș, Facultatea de Teologie Ortodoxă Cluj Napoca, Teza de licență, Cluj Napoca, 1995
2. Gabor Valer - Monografia comunei Vima Mică, București 2003
3. Giurescu C. Constantin, Giurescu C. Dinu - Istoria românilor din cele mai vechi timpuri până astăzi, Editura Albatros 1975
4. Kadar Jozsef - Szolnok-Dobokavarmegye monographiaja, Kiadja Szolnok-Dobokavarmegye Kozonsege Deesen 1901 (Monografia Comitatului Solnoc-Dăbâca, Editura Publicațiilor Comitatului Solnoc-Dăbâca, Dej 1901)
5. Lupuț Irina - Monografia satului Peteritea, lucrare metodico-știintifică pentru obținerea gradului didactic I, manuscris dactilografiat 1999
6. Oroveanu T. Mihai - Organizarea administrativă și sistematizarea teritoriului RSR, Editura Științifică și enciclopedică 1980
7. Pascu Ștefan - Voievodatul Transilvaniei, Editura Dacia Cluj 1979 (vol. II, III, IV)
8. Posea Grigore - Județul Maramureș, Editura Academiei RSR, București 1980
9. Prodan David - Iobăgia în Transilvania, Editura Academiei RSR, București 1968 (vol. II)
10. Suciu Coriolan - Dicționar istoric al localităților din Transilvania, 1967
11. Tuns Vasile - Însemnări (manuscris)
12. Tuns Vasiliu - Spre aducere aminte (manuscris)
13. Ursu Viorica - Rugăciune pentru Pintea Viteazul, în Revista “Graiul Bisericii Noastre”, nr. 2/1998
24. Viman Traian Valer - Autobiografie 
- -     - Cartea de aur a Bisericii din Peteritea

- -     - Inventare aparținând Bisericii ortodoxe din Peteritea

- -     - Maramureș, ghid turistic al județului, Editura Sport-Turism, 1980

- -     - Maramureș, monografie, Editura Sport-Turism, 1980

- -     - Registru pentru născuți, Primăria Vima Mică

- -     - Relatări verbale consemnate de la: Rus Ionu (a lui Irimie), Tuns Vasile (din Dâmbu Uliții), Nechita Flore și Reghina (din Dâmbu Uliții), Nechita Dumitru (a Irinei), Vele Nelu, Bodea Grigore, Vima Mică, Viman Terezia, Peteritea (preoteasa, soția preotului Viman Traian)

## Galerie de imagini

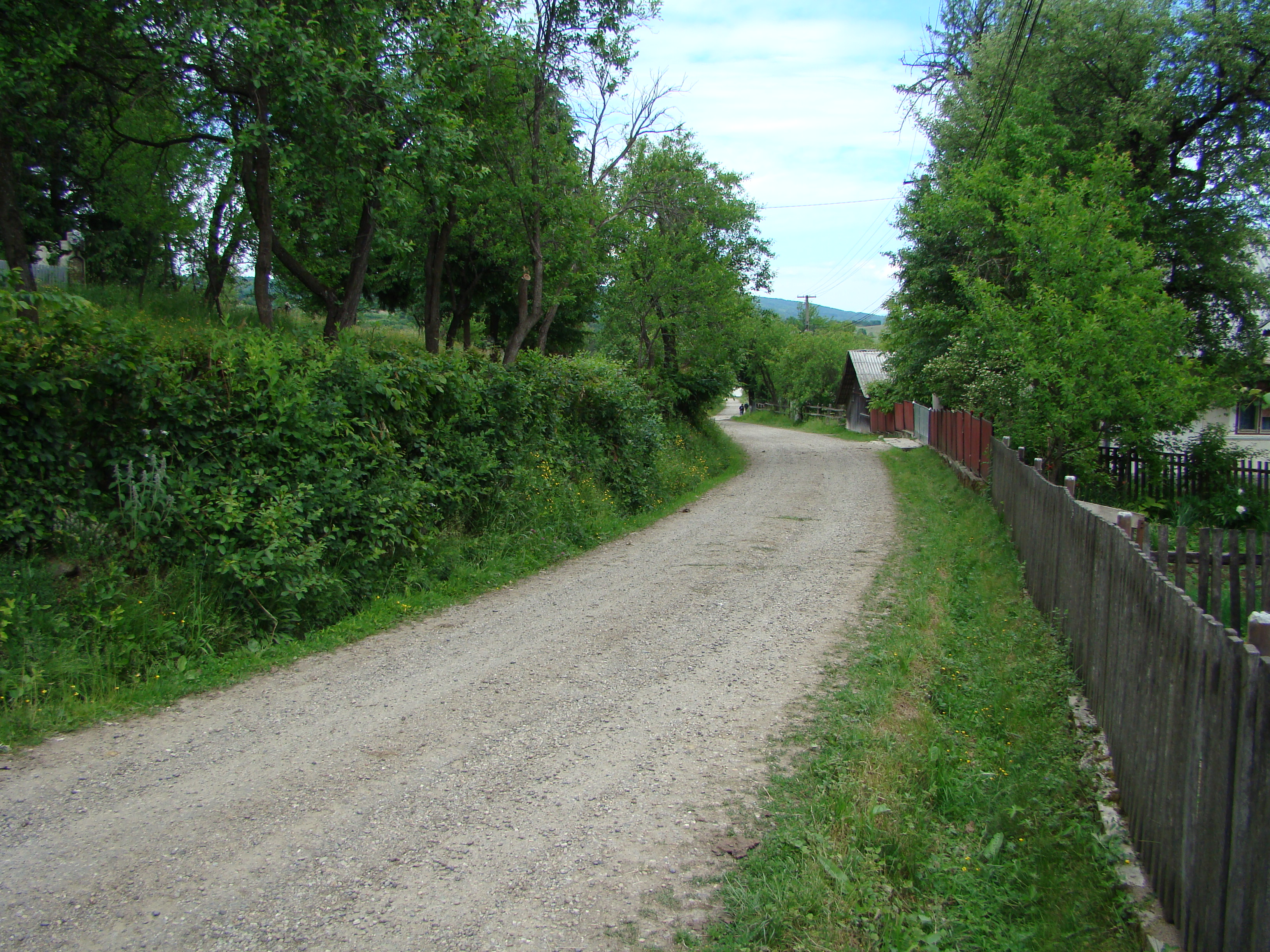
Drumul spre biserică
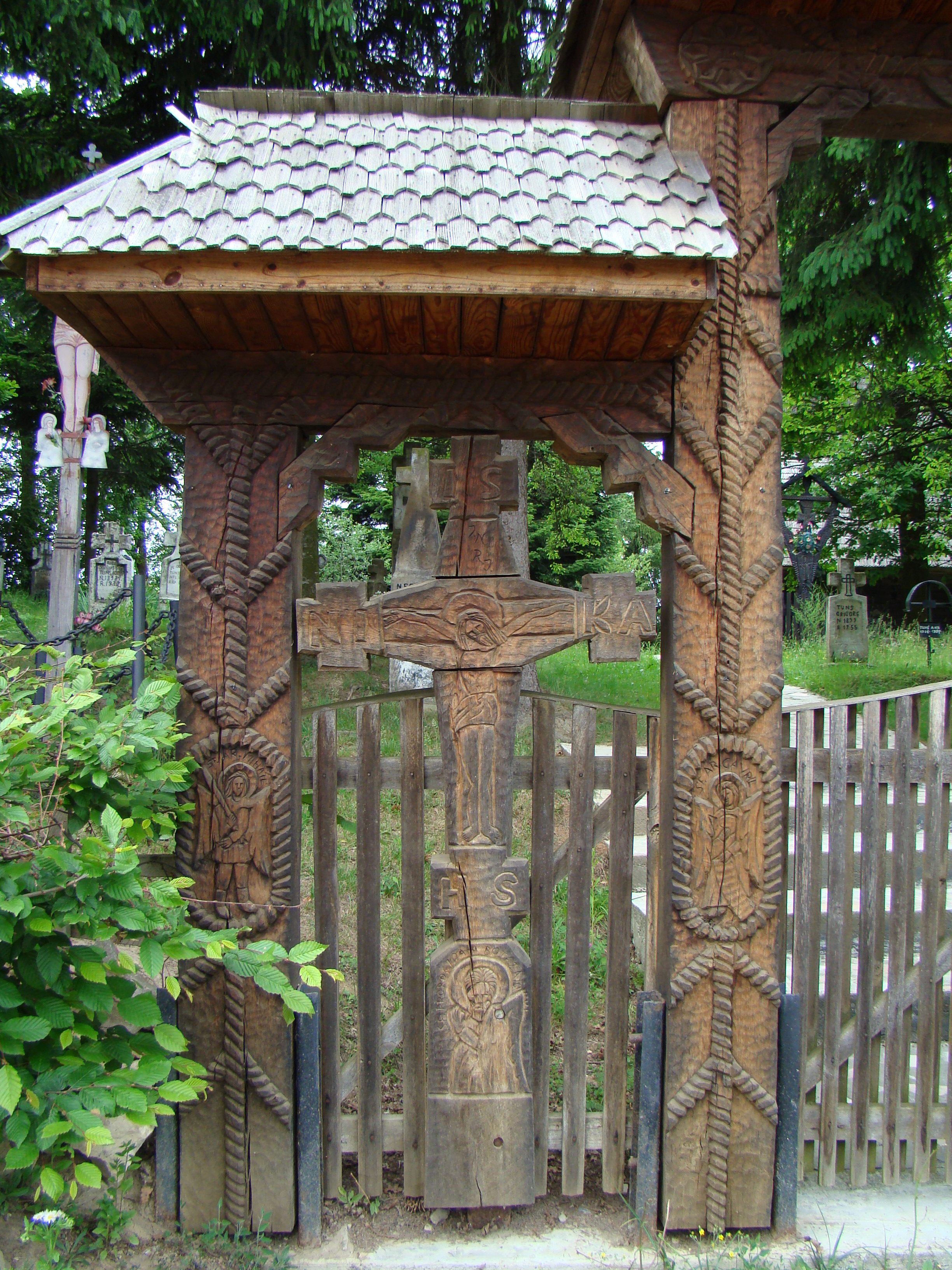
Detaliu poartă
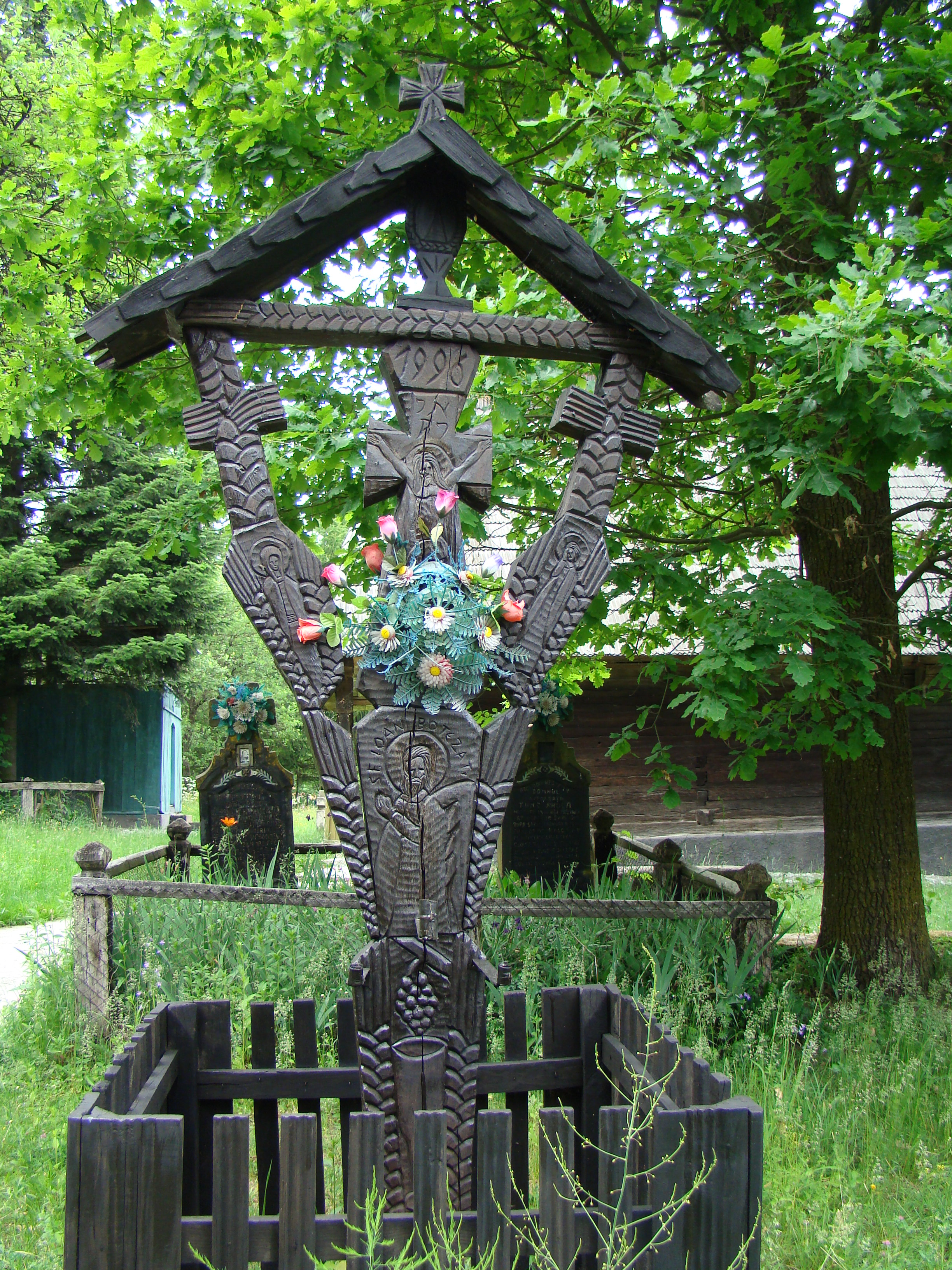
Troiţă
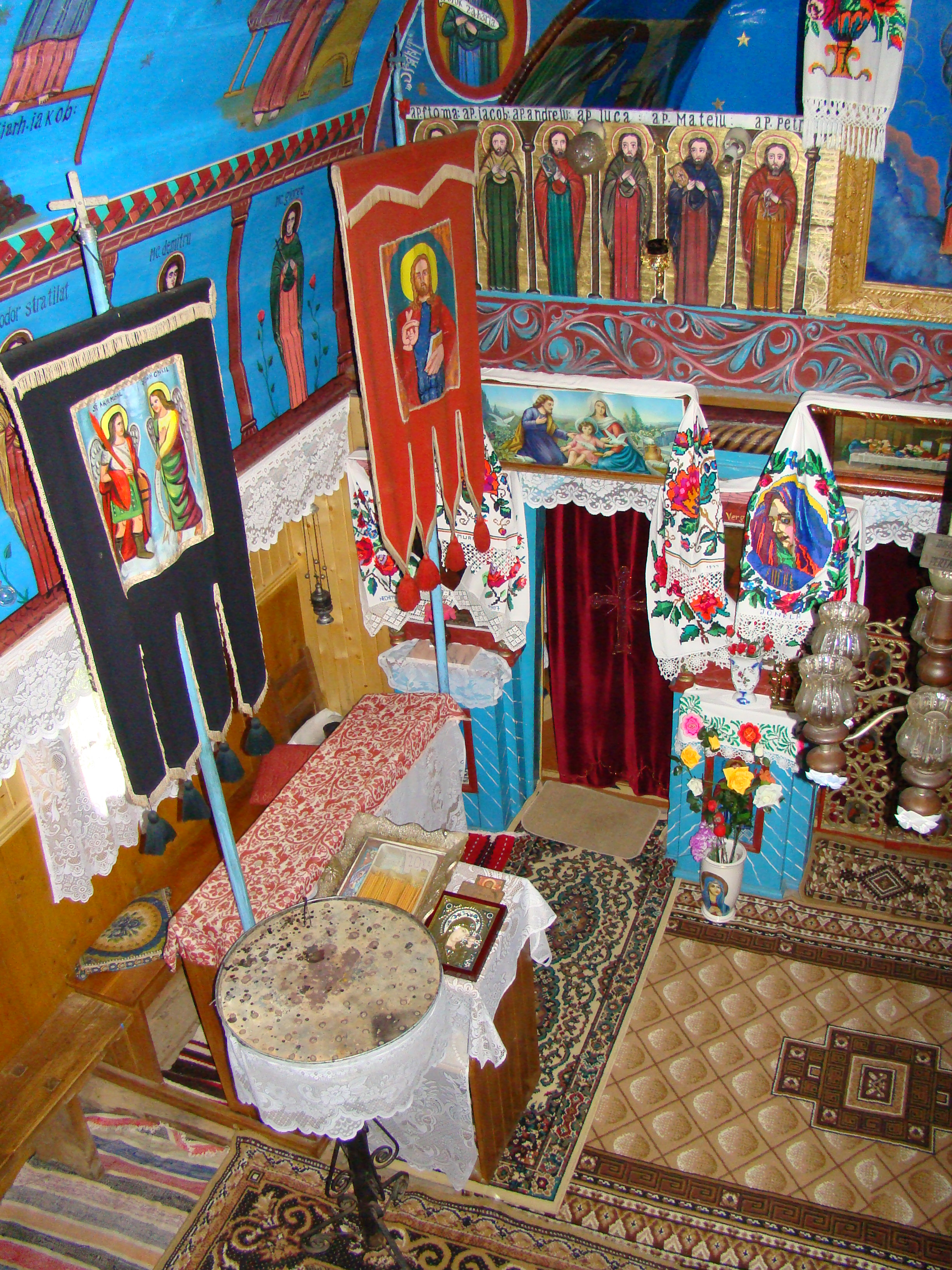
Vedere din corul bisericii. Partea stângă a iconostasului.
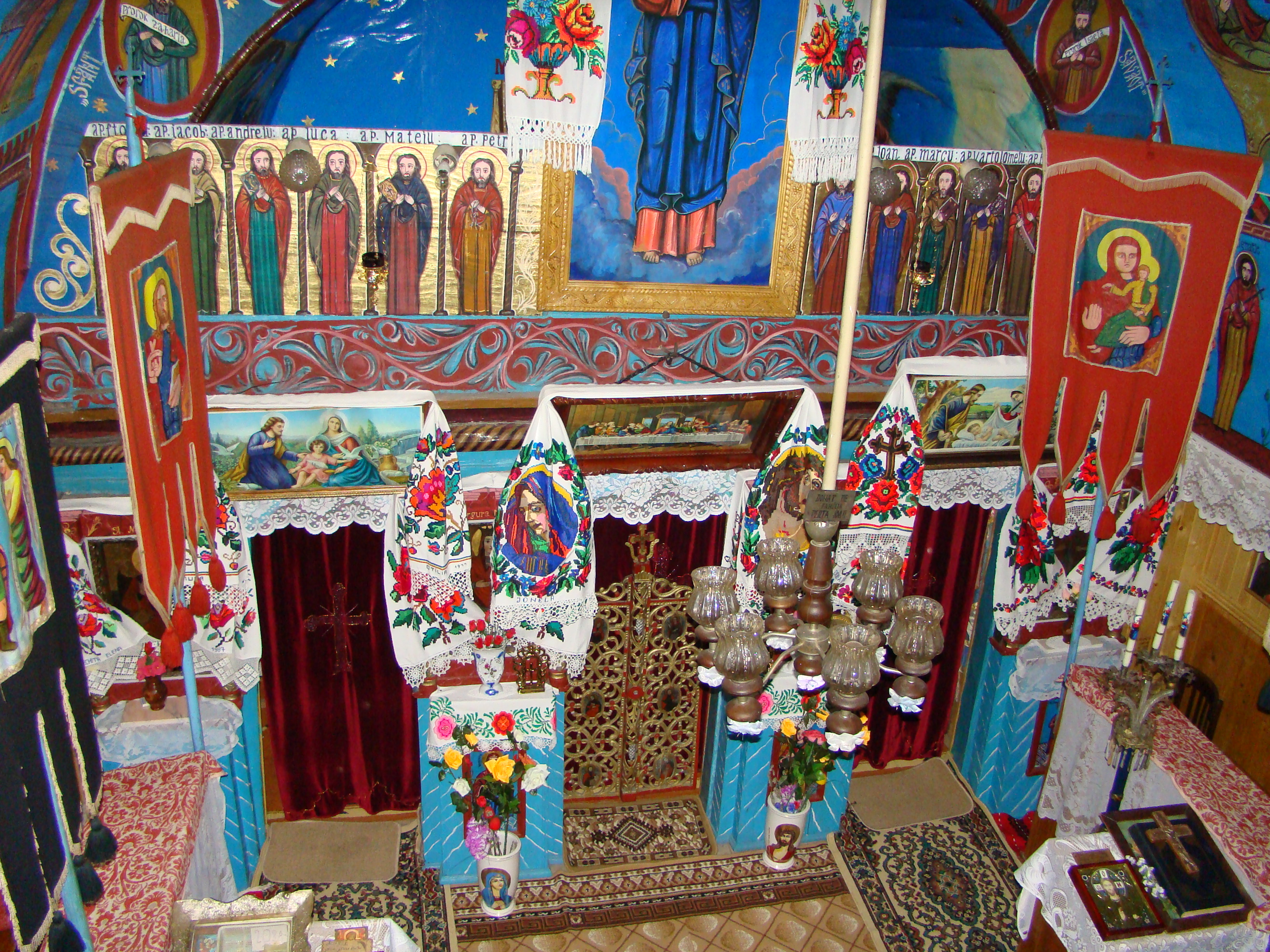
Iconostasul şi uşile împărăteşti
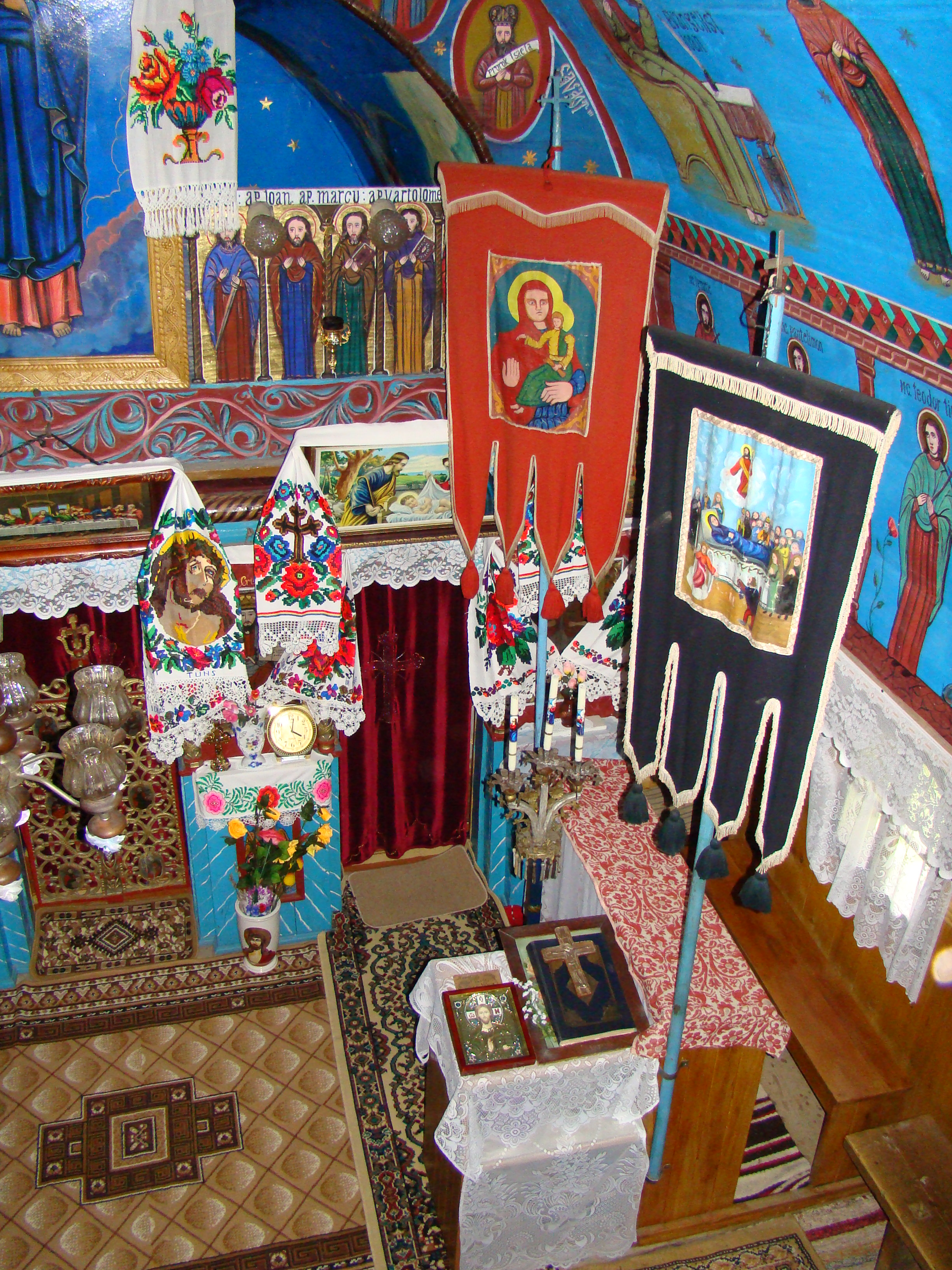
Vedere din corul bisericii. Partea dreaptă a iconostasului.
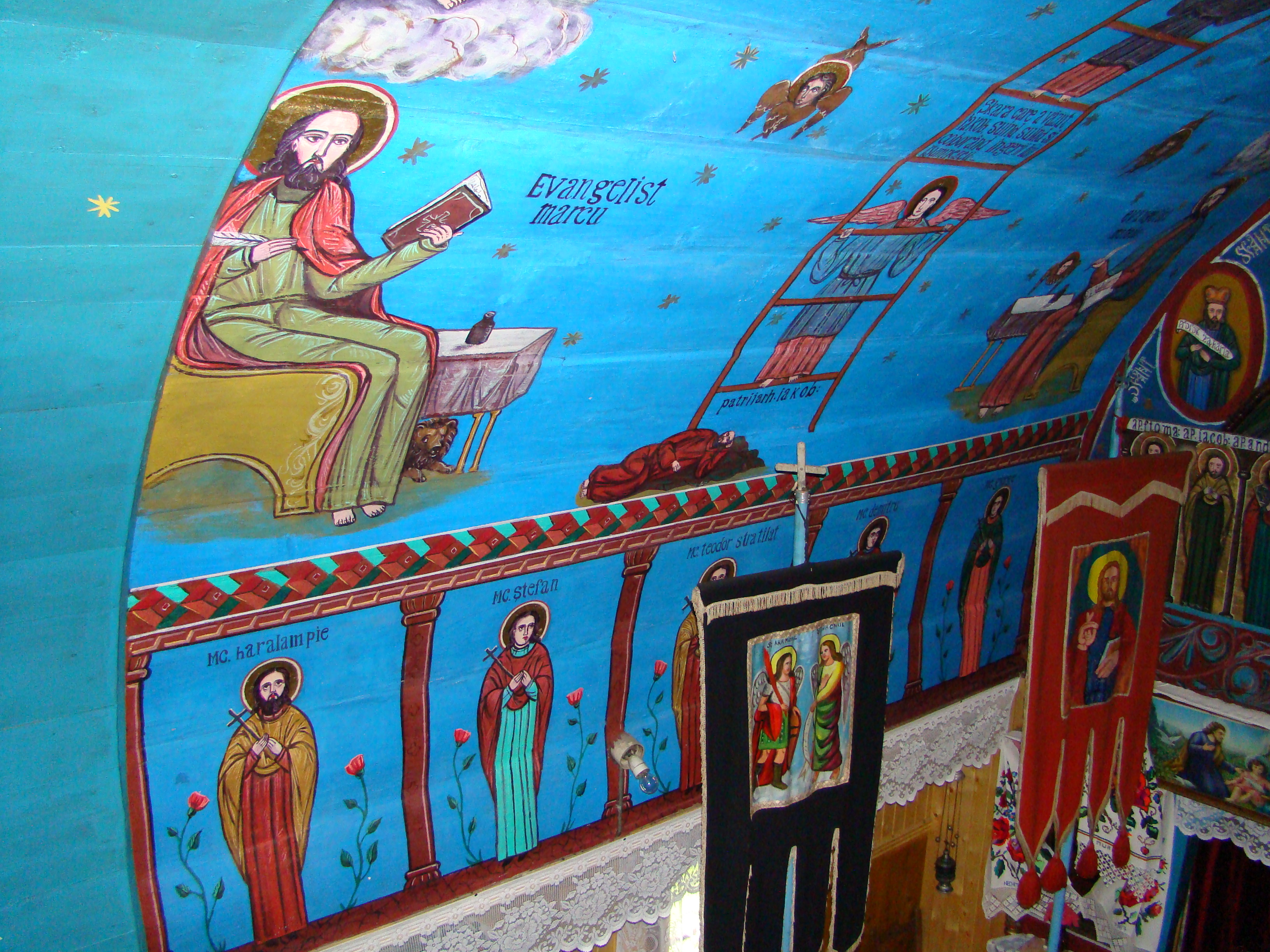
Bolta naosului. Partea stângă
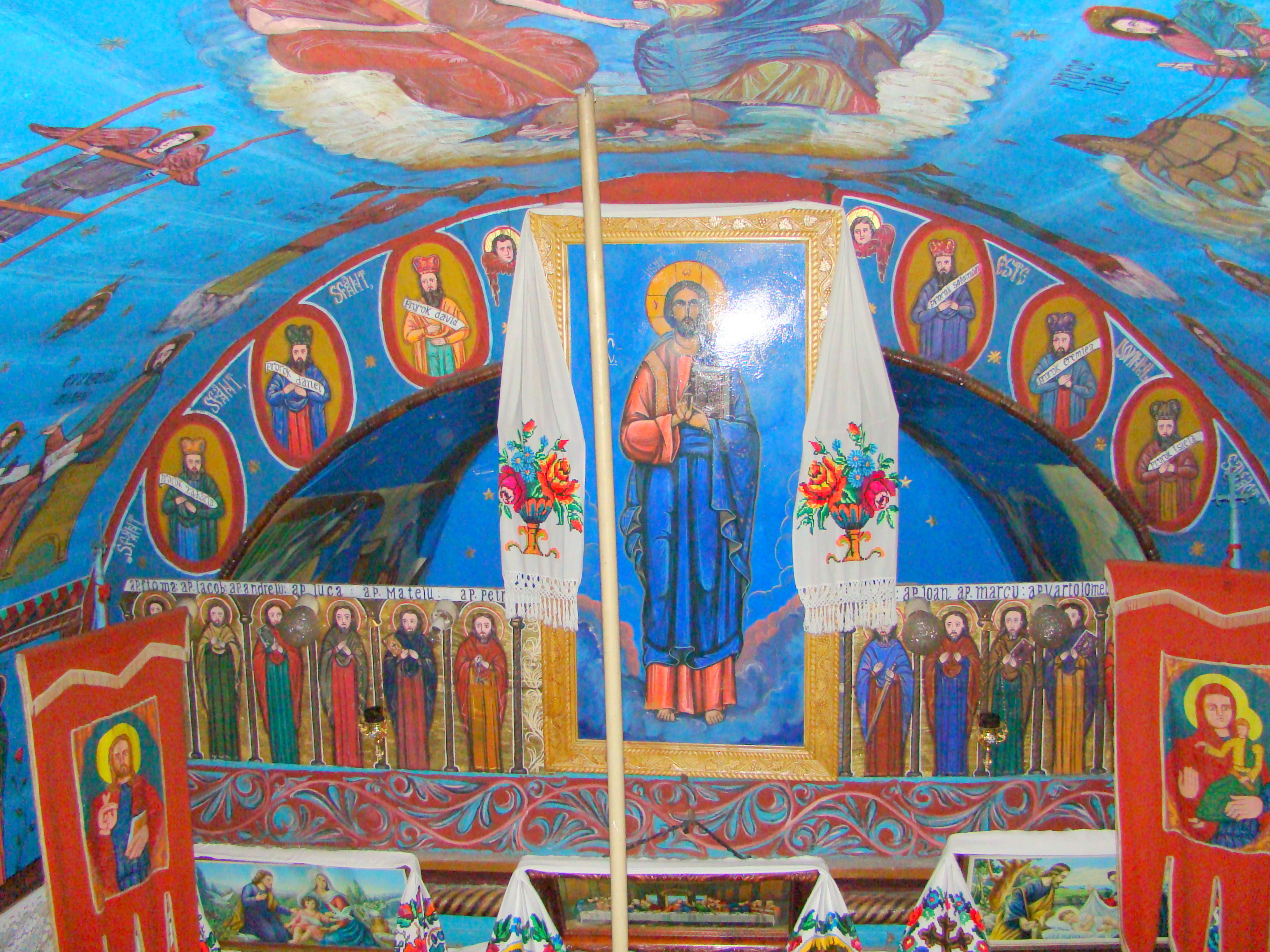
Partea superioară a iconostasului
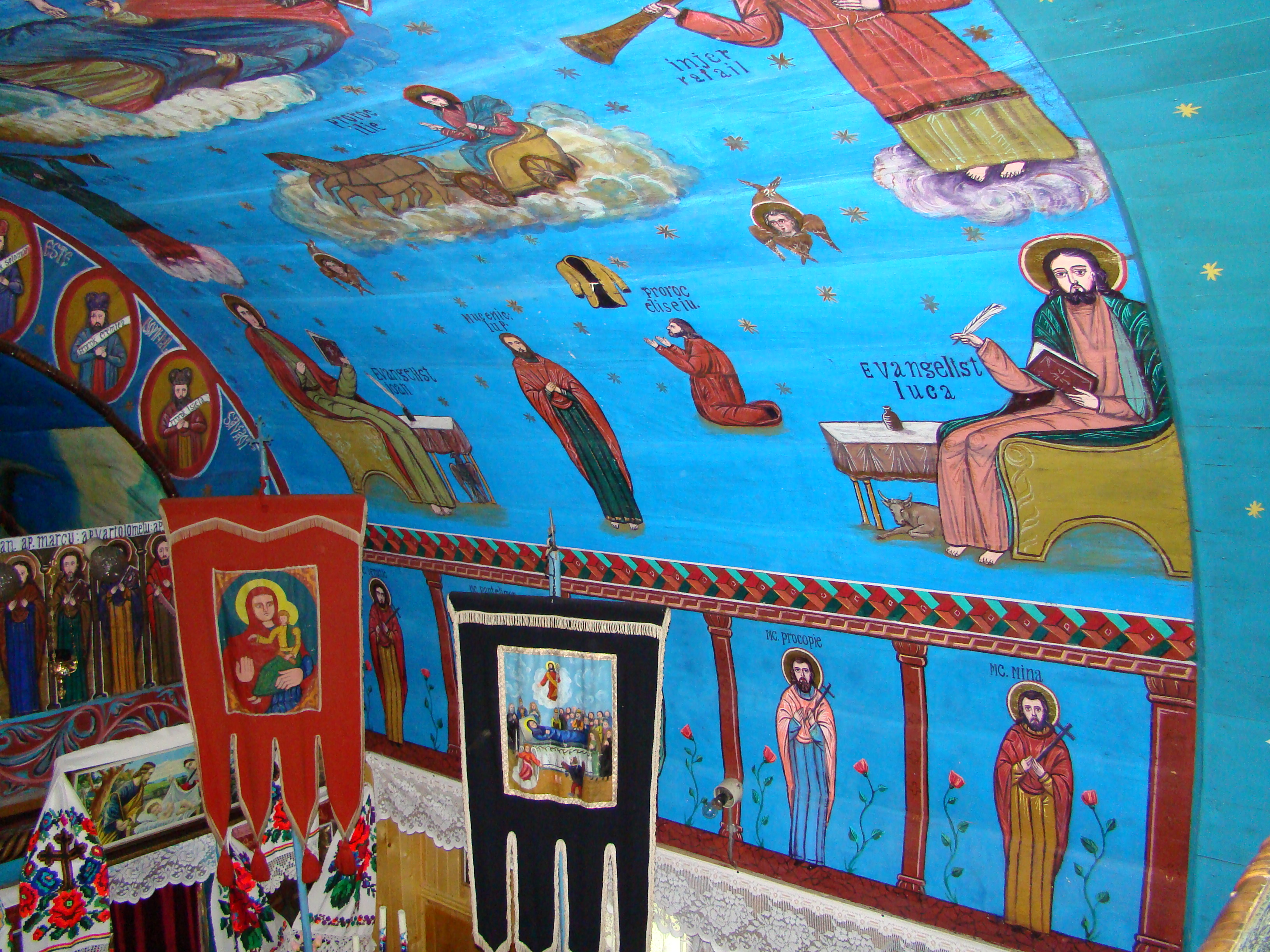
Bolta naosului. Partea dreaptă
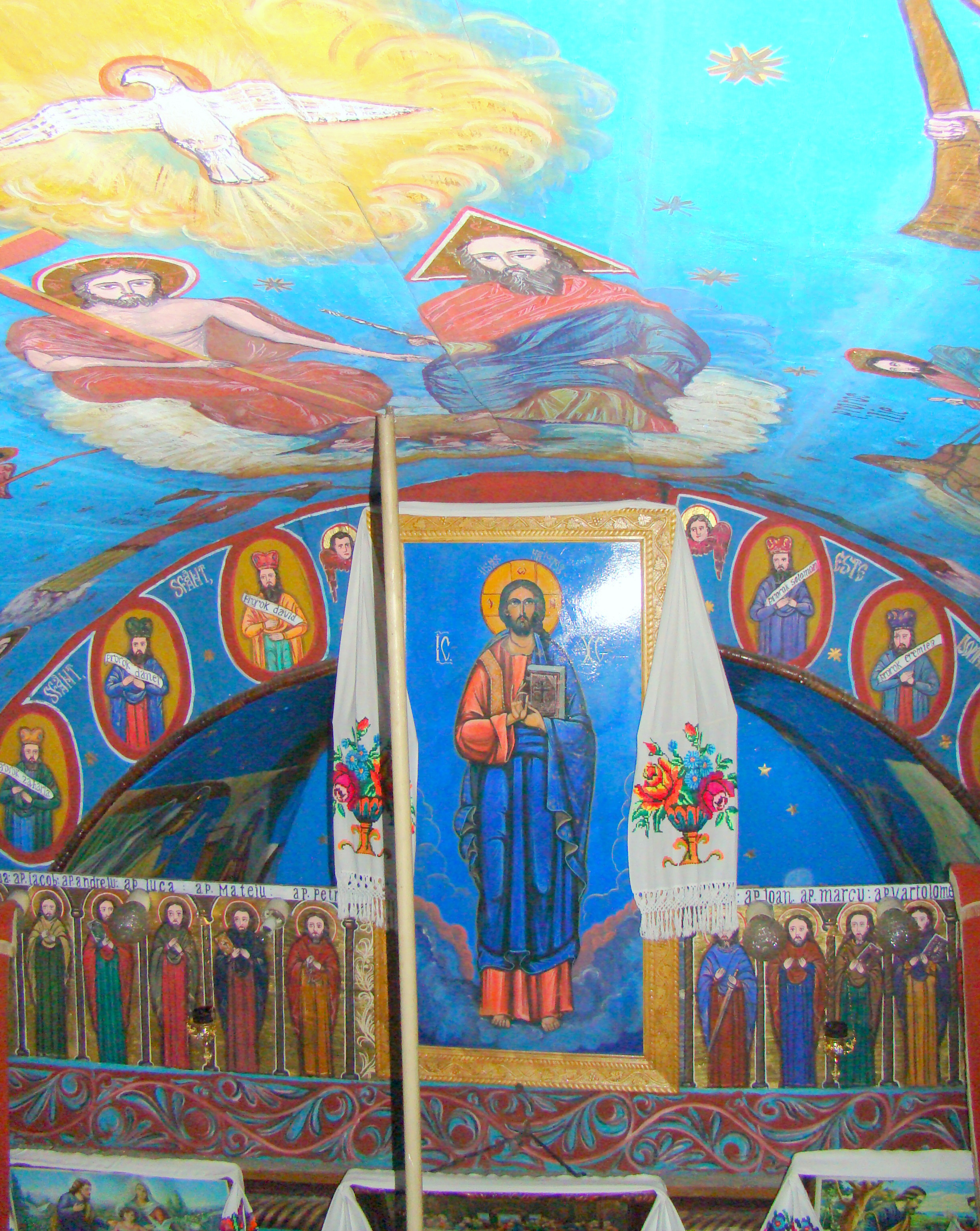
Sfânta Treime pictată pe bolta naosului
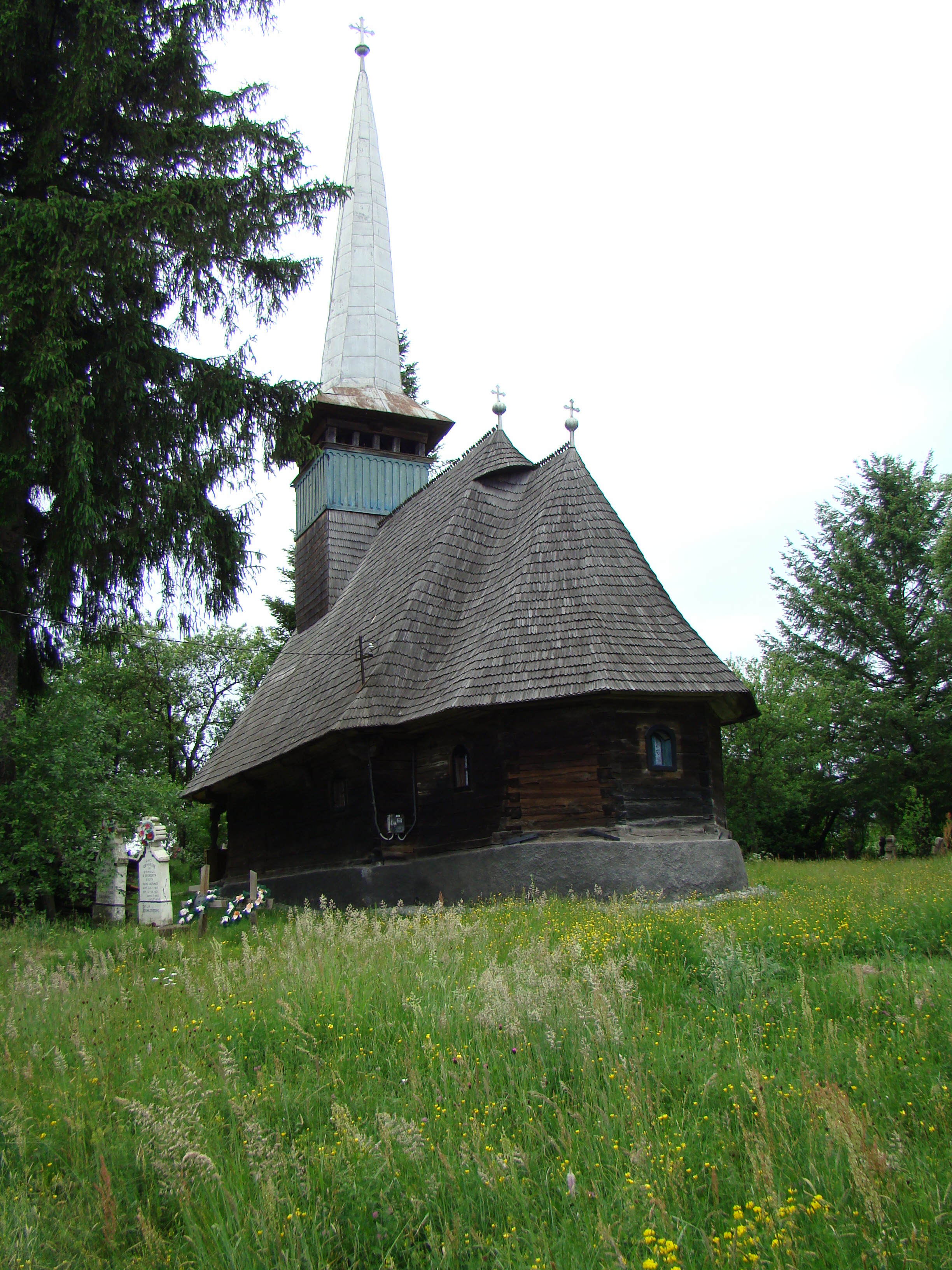
Vedere de ansamblu din sud-est
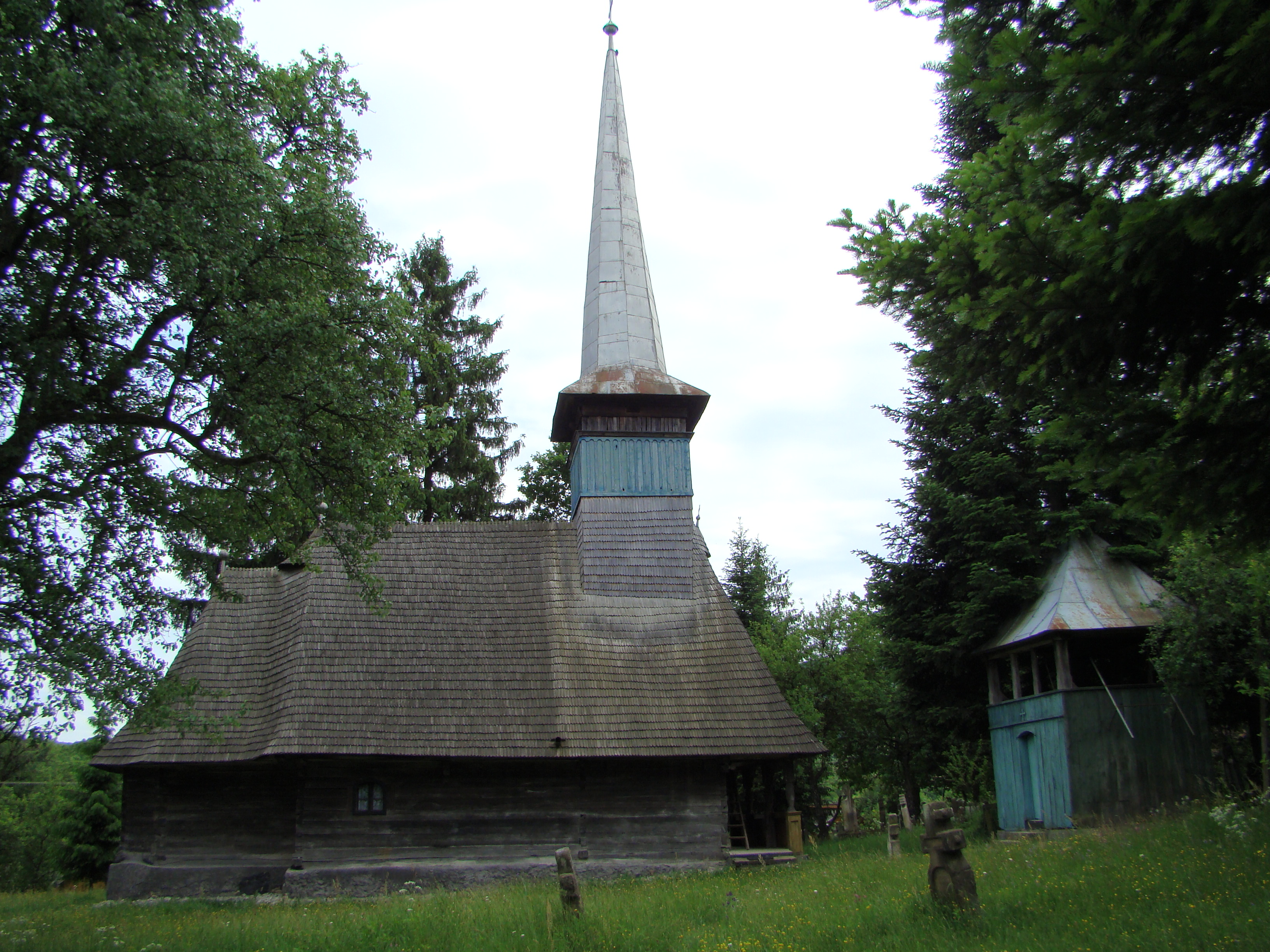
Vedere laterală
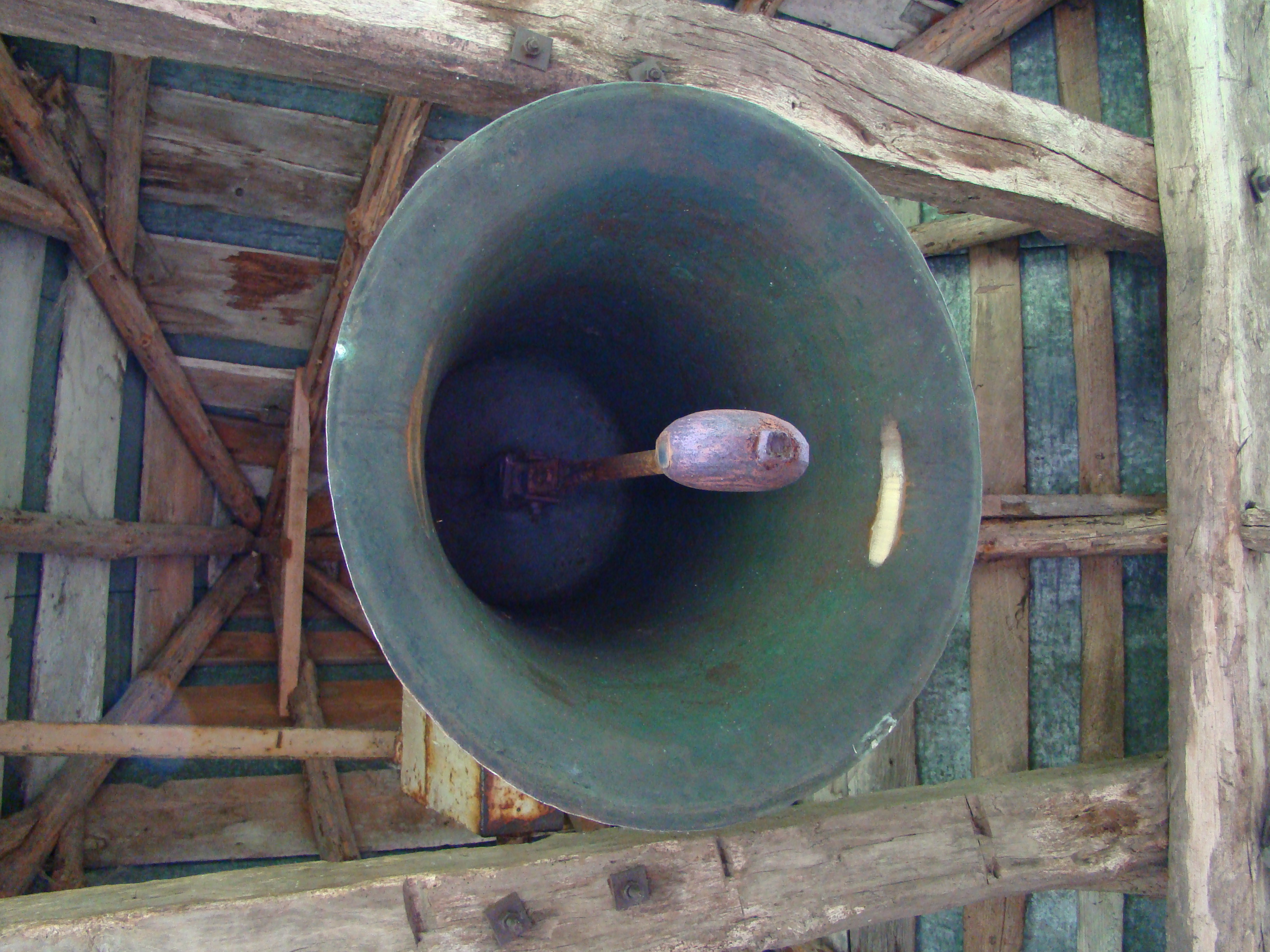
Clopotul
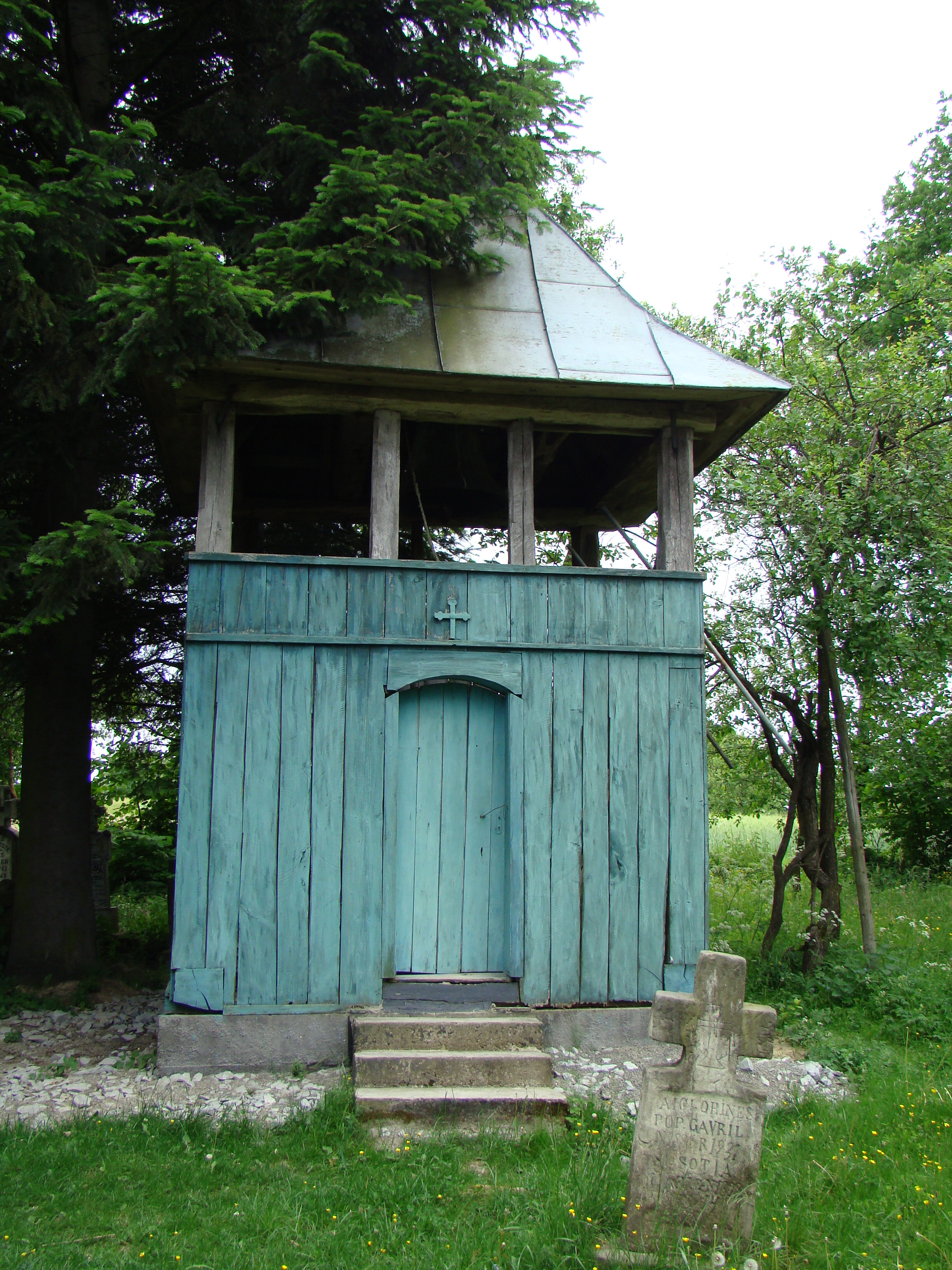
Clopotniţa
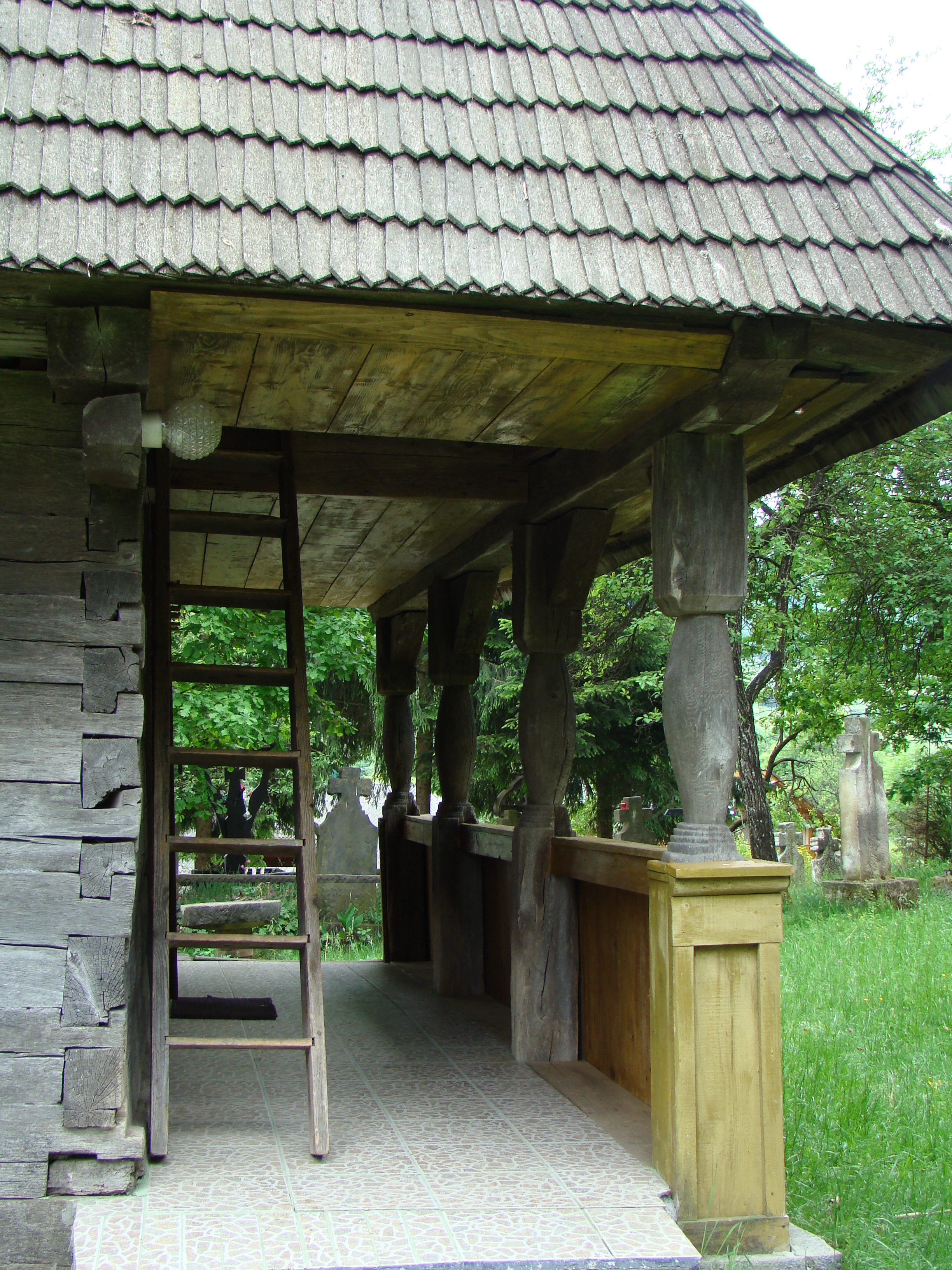
Pe prispa bisericii
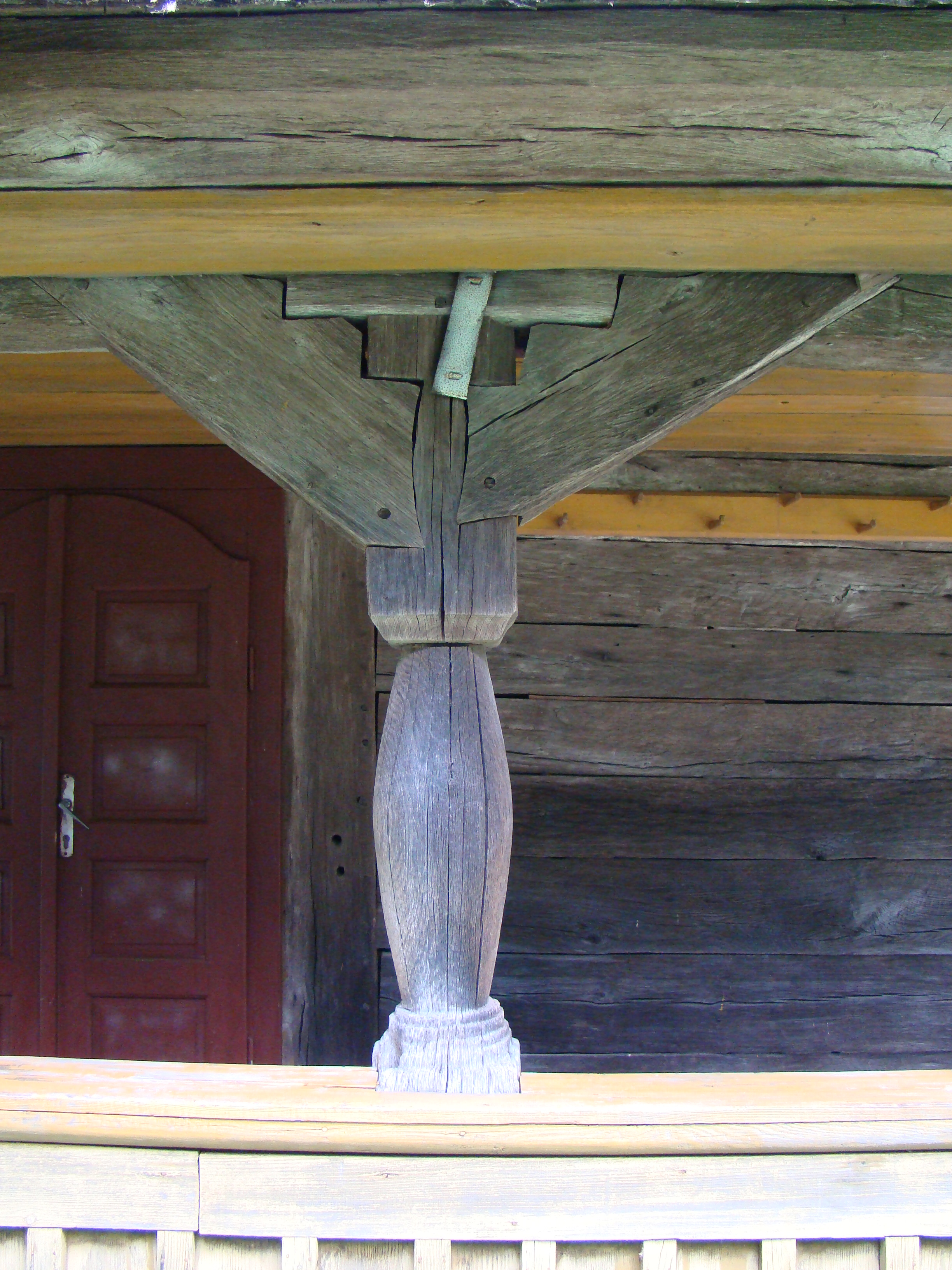
Stâlpul prispei
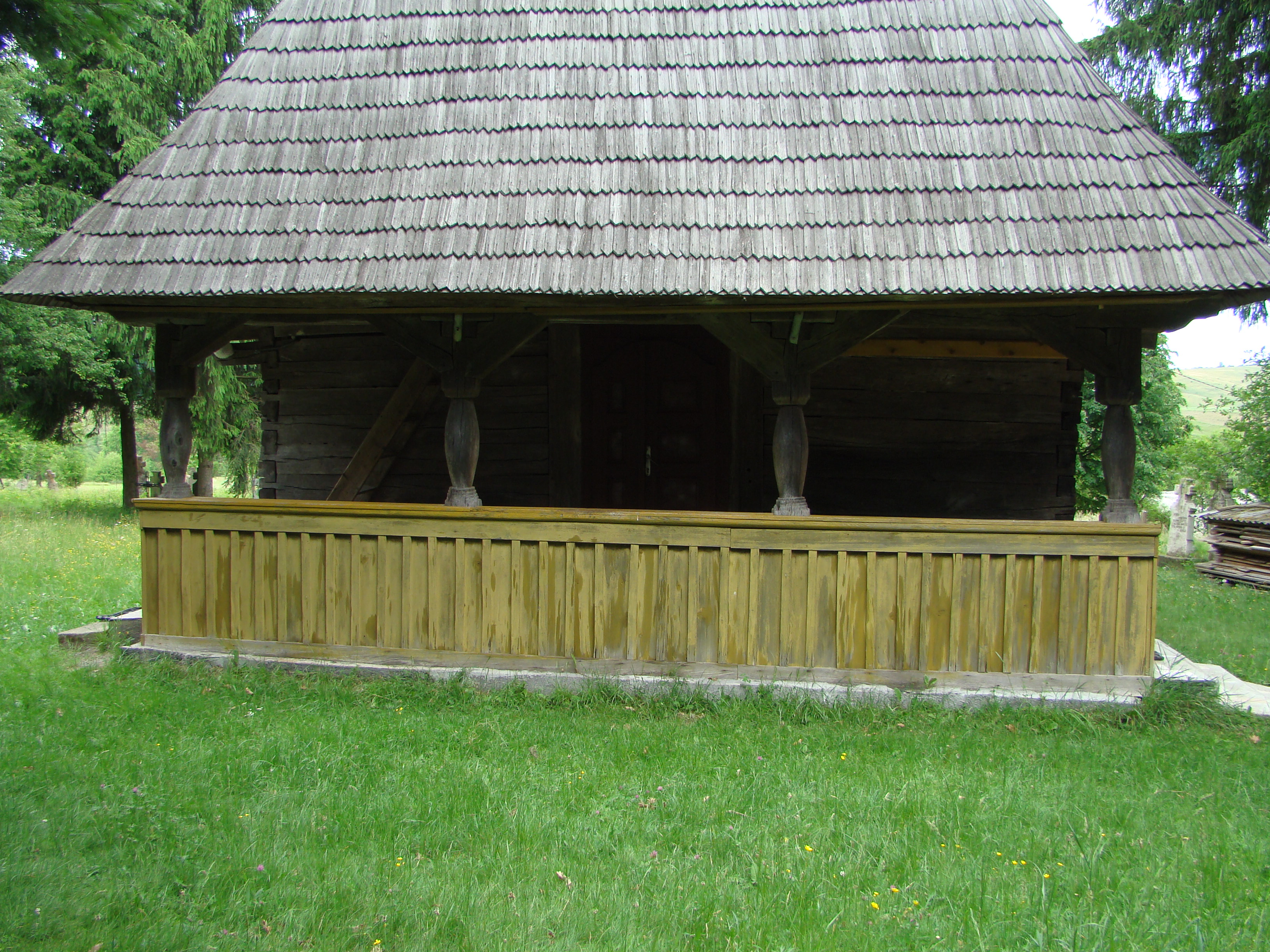
Prispa
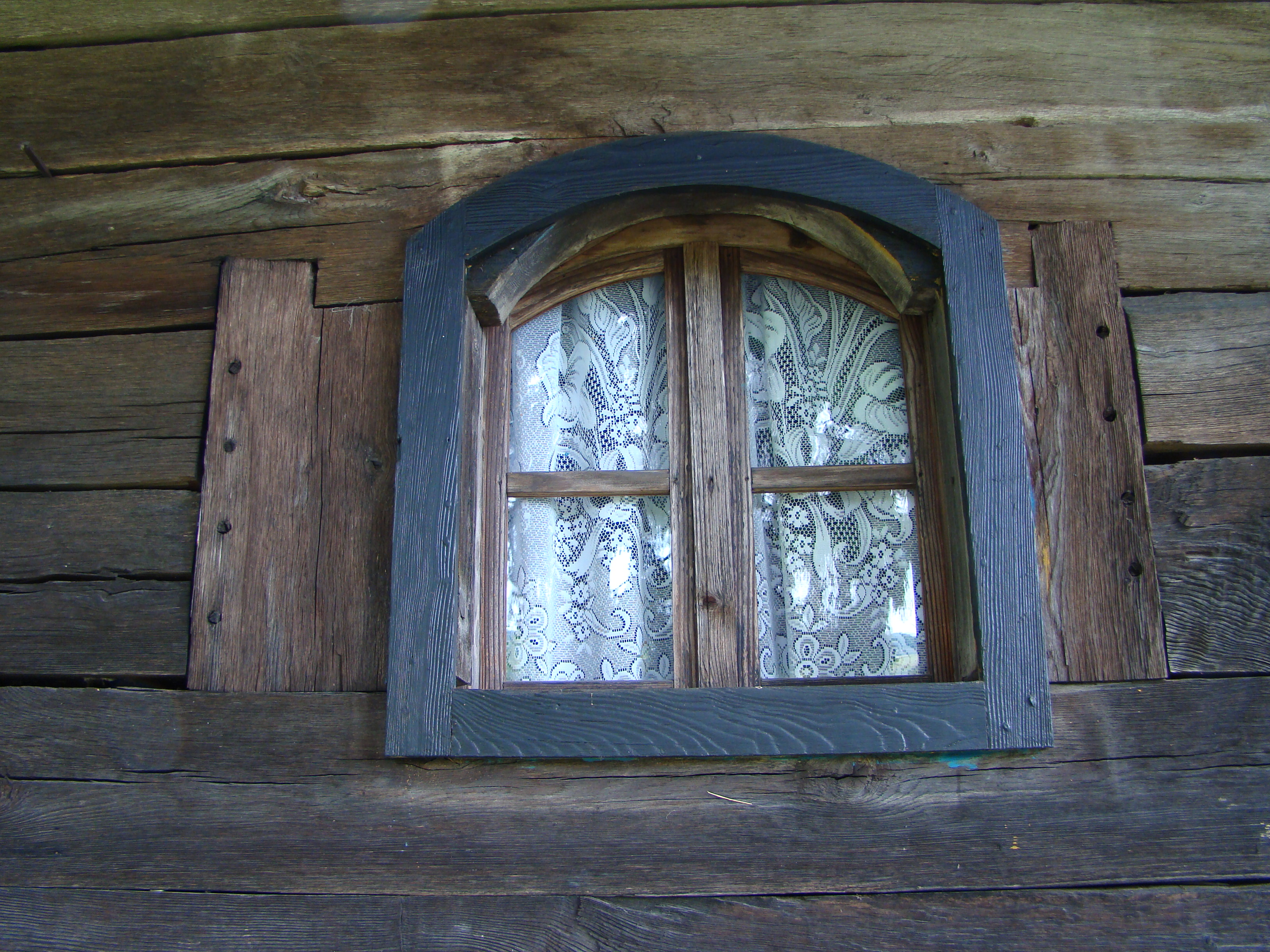
Fereastră
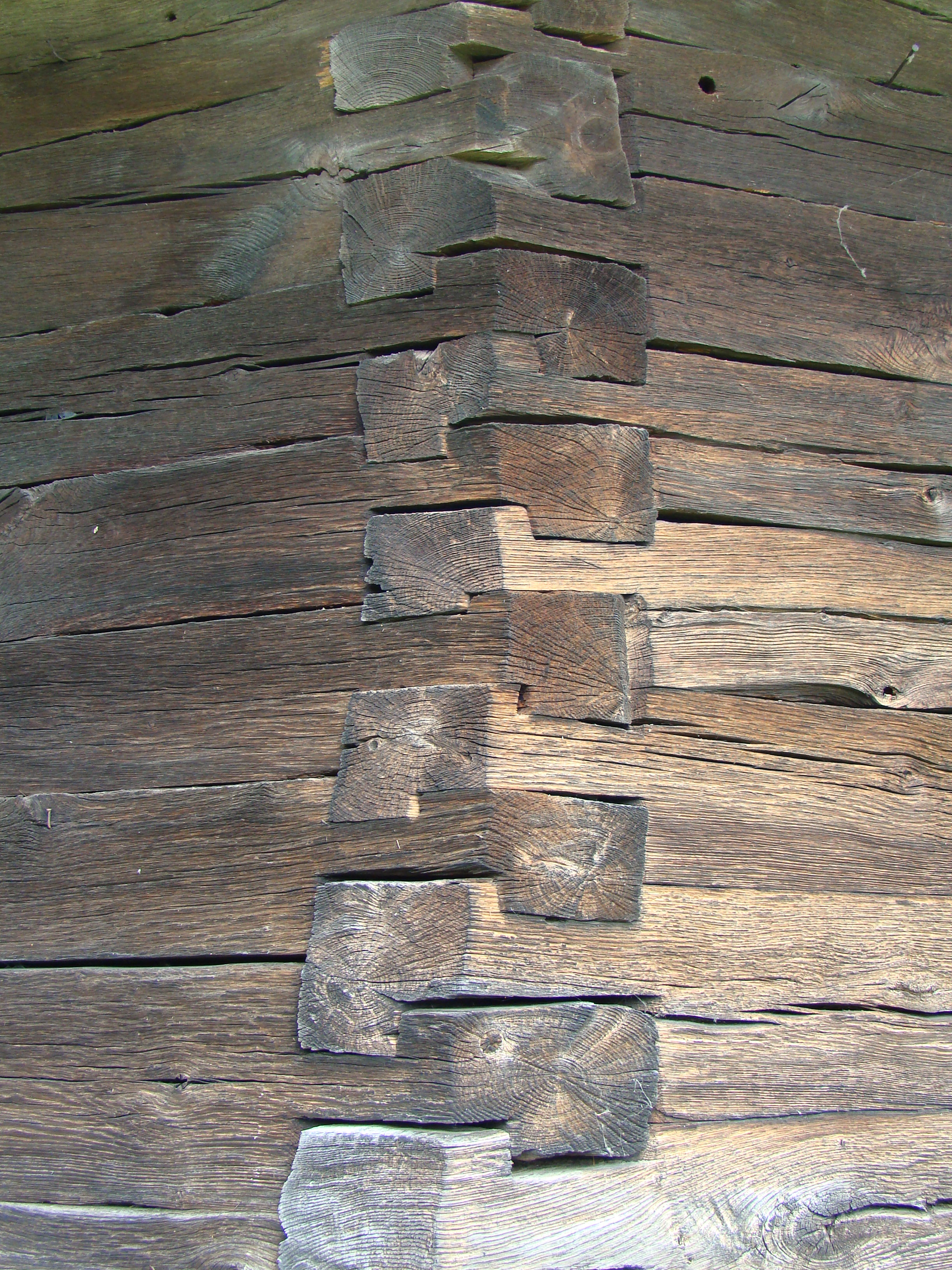
Îmbinarea grinzilor
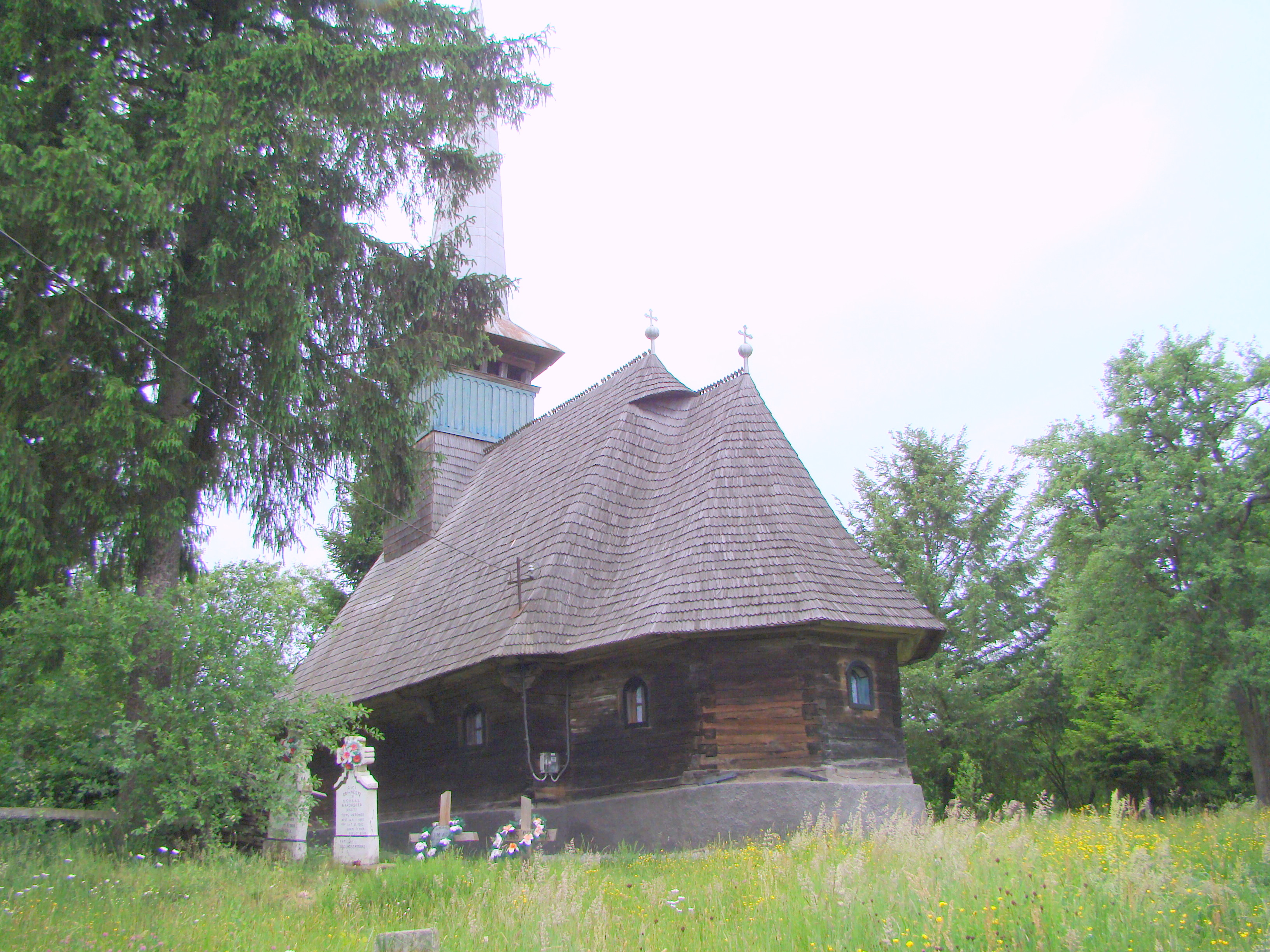
Vedere de ansamblu